# Germán nyelvek finnugor szubsztrátuma
A germán nyelvek finnugor szubsztrátumának hipotézise egy kísérlet, hogy megmagyarázzák a germán nyelvek jellegzetes természetét az indoeurópai nyelvek kontextusán belül. A mai germán nyelvek (különösen az ezekből rekonstruált proto-germán) számos olyan elsősorban fonetikai tulajdonsággal rendelkezik, melyek a proto-germán nyelv esetleges kreol voltára engednek következtetni: tehát, hogy a legelső germán nyelv nem más, mint egy finnugorok által törten beszélt indoeurópai nyelvjárás. Az elmélet ősét legelőször Sigmund Feist alkotta meg 1932-ben. Az ő becslése szerint a proto-germán nyelv lexikai elemeinek közel egyharmada származhat egy ismeretlen nyelvből.

## A hipotézis története
Az elmúlt évtizedekben Finnországban komoly őstörténeti vita bontakozott ki. A finn régészek bebizonyították, hogy a Baltikumban kulturális folytonosság mutatható ki annak legelső benépesítőitől egészen máig. Ezzel párhuzamosan napvilágot láttak azok a genetikai kutatások, melyek tanulsága szerint a finn népesség genetikailag közelebb áll a svédekhez, mint a kelet-európai finnugor népekhez. Az új őshazaelmélet Finnországban Milton Nuñez és Kalevi Wiik kutatásaiból nőtt ki, egységbe foglalója pedig Kyösti Julku volt. Az új koncepció kialakítása során a kutatók fokozottan támaszkodtak a nyugat-európai őstörténeti és antropológiai eredményekre, leginkább Cavalli-Sforza, Dolukhanov, Zvelebil tanulmányaira, monográfiáira, valamint Pusztay János alapnyelv-koncepciójára.
Nuňez az utolsó glaciális maximumtól kezdődően kísérte figyelemmel az európai népességek mozgásait. Megállapítása szerint a legutolsó glaciális maximum idején (Kr. e. 18000 - 16000) a kelet- és nyugat-európai embercsoportok egymástól elszigetelten fejlődtek, ezután viszont egy olyan periódus következett, mikor a népességek már érintkezhettek egymással, és benépesíthették az addig jég alatt fekvő európai területeket.
Az elméletet a nyelvészet részéről Kalevi Wiik támogatta meg. Koncepciója szerint a kelet-európaiak - akiket ő a finnugorok őseivel azonosít - a mai Németország területétől egészen nyugat-szibériáig szóródtak szét, míg a nyugat-európaiak - akik Wiik koncepciójában többek közt a baszkok ősei - a Pireneusok–Brit szigetek–Germán alföld háromszögön belül. A Dél-Skandinávia, Dánia és Észak-Németország területén hibrid (pre-baszk + pre-finnugor) területek alakultak ki, s ezen régió lakosai adták később a germánság alapját. E terület lakosságát vélhetően jóval később, Kr. e. 4. évezredben Európa legelső földművesei - akik feltehetően indoeurópai nyelvet beszéltek - indoeuropizálták el.

## Előzmények
E régióban a lingua franca Kr.e. 13000-re valószínűleg a finnugor, vagy annak egyik őse lett, s kiszorította a baszkot. Ekkor válhattak a - genetikailag részben finnugor - pre-germánok nyelvben is teljesen finnugorrá. Viszont a nyelvcsere feltehetően nyomot hagyott a finnugor nyelvet elsajátító népesség új nyelvében, s így kicsiny nyelvelsajátítási hibákat, ún. szubsztrátumot hagyott vissza a későbbi Germánia finnugor nyelvében, s így ez lett a finnugor nyelv 'baszkos nyelvjárása.
A Kr.e. 4. évezred folyamán a feltehetően Kis-Ázsia felől érkező indoeurópaiak behatoltak a finnugorok közé, s a mai Dél-Skandinávia, Dánia és Észak-Németország területén élő finnugor nyelvű népességet elindoeuropizálta, míg a Finnország- és Észtország partvidékére érkező indoeurópai népesség elfinnugorosodott. A nyelvcseréknek viszont nyomai maradtak: a proto-germán ősnyelvben szubsztrátumok maradtak fenn, melyek az indoeurópai nyelvet elsajátító finnugorok kiejtési hibáikból erednek.

## Bizonyítékok
Wiik összesen 11 jelenséget említ bizonyítékként. Ebből néhány:

### Hangsúly
Az indoeurópai nyelvekben minden szóban máshol volt a hangsúly, igen bonyolult hangsúlyrendszere volt. A finnugorban (mint ahogy ma a magyarban is) a hangsúly a szó elején volt, és ez igaz volt a proto-germánra is. Fontos megjegyezni: később, a latin nyelv erőteljesen hatott a germán nyelvek hangsúlyozására, ám a szóeleji hangsúly máig tisztán és kizárólagosan megmaradt a norvégban, és az izlandiban is.

### Hangsúly centralizációja
A finnugor és a germán ősnyelvek hangsúlyozása nyomatékos volt. Ez azt jelenti, hogy inkább alapult a kifújott levegő mennyiségén és erősségén, mint a hang magasságán. Az indoeurópai ősnyelv hangsúlyozása a hang magasságán alapult, tehát feltehetőleg dallamos nyelv lehetett. A magyar nyelv hangsúlyozása szintén nyomatékos.

### Zárhangok képzési helye
Az indoeurópai ősnyelvben a felpattanó zárhangoknak 4 (egyes vélemények szerint 5) képzési helye volt. A finnugorban, és germánban csak 3. A finnugorban és az indoeurópaiban is ugyanúgy két képzési helye volt a k-nak, csakhogy míg a finnugorban az utána következő magánhangzó minősége (mély vagy magas) határozta meg, hogy éppen melyiket használják, addig az indoeurópaiban ilyen nincs, viszont a germánban már van.
Az indoeurópai ősnyelvben léteztek ún. enyhén-palatalizált mássalhangzók, a finnugorban viszont nem. A finnugor ehelyett teljesen palatalizált mássalhangzókat használt, ami viszont az indoeurópaiak nyelvéből hiányzott. A germán ősnyelv az eredeti indoeurópai enyhén-palatalizált mássalhangzókat teljesen palatalizálttá alakította.

### Szóütem izokróniája
Minden balti finn nyelvre érvényes hangtani törvény, hogy a második szótag valamivel hosszabb rövid első szótag után, mint hosszú első szótag után, pl; a finn muta 'iszap' szó a hangja hosszabb, mint muuta 'mást', mutta 'de', vagy musta 'fekete' szavak a hangja. Ugyanez szintén megvan a lappban, de vannak erre utaló jelek a mordovinban is.
Nem tudjuk, hogy a korai germánban előfordult-e az izokrónia, de a germán nyelv nyugati és északi nyelvjárásában már előfordult, amikor a szóvégi és szóbelseji hangok kiesése a hangsúlytalan hagánhangzókra hatni kezdett: a hangzókiesések először csak a hosszú első szótag utáni hangsúlytalan magánhangzókat érintették, és csak utána a rövid első szőtag utániakat.
Például: a gót sunus és handus etimológiai megfelelője az ősfélnémetben sunu_ és hant__.

### Grimm törvénye
|          | zöngésből zöngétlenné | hehezetesből hehezet nélkülivé | zöngétlenből réshanggá |
| -------- | --------------------- | ------------------------------ | ---------------------- |
| labiális | b > p                 | bʱ > b                         | p > f                  |
| dentális | d > t                 | dʱ > d                         | t > θ                  |
| veláris  | ɡ > k                 | ɡʱ > ɡ                         | k > x                  |

#### Zöngétlen felpattanó zárhangok
Az indoeurópai b a germánban p-vé, a d t-vé, és a g k-vá vált. Abszolút értelmezhető ez a változás a finnugor nyelvek szubsztrátumával, a finnugorban ugyanis zöngés felpattanó zárhangok (b, d, g) nem léteztek, csakis zöngétlenek (p, t, k). Például:IE *g'enw-, *g'new-  > GE *kniwa-n, *kniwō,
IE *bait-ā-  > GE *paidō,
IE *dema-  > GE *timra-n; *timrian-,
IE *aweg-  > GE *aukan- , *aukian- vb., *aukēn,
IE *ag'r-o-  > GE *akra-z, *akrōn,
IE *(s)nēg-o-  > GE *snēka-z, *snakēn,
A Magyar -b-/-b finnugor -mp--ből, a -d-/-d F.u. -nt--ből és a -g-/-g f.u. -nk--ból alakult ki.
Bizonyos vélemények szerint a szóeleji magyar b kialakulhatótt finnugor p-ból, d pedig finnugor t-ből alakulhatott ki.